# Hedwig Egger-von Moos
Hedwig Egger-von Moos (* 20. November 1880 in Sachseln; † 19. Januar 1965 in Luzern) war eine Schweizer Geschäftsfrau und Lyrikerin.
Hedwig Egger-von Moos war die Tochter des Obwaldner Landammanns Paul von Moos. Sie besuchte das Lehrerinnenseminar in Menzingen ZG und studierte Sprachwissenschaften. 1907 heiratete sie den Hotelier Othmar Egger, mit dem sie vier Kinder hatte. Sie war als Geschäftsfrau tätig und führte unter anderem von 1923 bis 1936 ein Hotel in Melchsee-Frutt.
Als Schriftstellerin verfasste sie Gedichte in Obwaldner Mundart, die sie gelegentlich den Gästen ihres Hotels vortrug. Jost Marty (1920–1988) vertonte einige dieser Gedichte.
Hedwig Egger-von Moos erhielt 1955 den Radiopreis der Radiogenossenschaft Bern, nachdem sie als Erzählerin in zahlreichen Radiosendungen aufgetreten war.

## Werke
- Ds Härz voll Sunnä. Gedichte
- Muetterliebi, Chinderlache. Gedichte
- Heimeligs Obwalde. Gedichte
- Es brennt. Gedichte
- ’S will Abig wärde. Gedichte